# Gedeo (langue)
Le gedeo est une langue couchitique parlée par les Gedeo en Éthiopie.